# Каргополов, Виктор Алексеевич
Виктор Алексеевич Каргополов (28 августа [10 сентября] 1907 — 1997) — советский государственный и хозяйственный деятель.

## Биография
Родился в 1907 году. Член КПСС с 1946 года.
С 1932 года — на хозяйственной работе.
В 1932—1962 гг. :
- инженер, инженер-конструктор, главный инженер Сталинградского тракторного завода,
- главный инженер Алтайского тракторного завода, директор Алтайского тракторного завода,
- 1-й заместитель председателя СНХ Алтайского экономического административного района,
- председатель СНХ Алтайского экономического административного района,
- в 1963—1972 гг. — директор НАТИ и главный редактор журнала «Тракторы и сельхозмашины».

Доизбирался депутатом Верховного Совета СССР 6-го созыва. Делегат XX съезда КПСС.
Умер в 1997 году.